# Vijaya Lakshmi Pandit
Vijaya Lakshmi Pandit (djevojačko Swarup Nehru; Allahabad, 18. kolovoza 1900. – Dehradun, 1. prosinca 1990.) bila je indijska diplomatkinja i političarka koja je služila kao 6. guvernerka indijske savezne države Maharashtra od 1962. do 1964. godine, a bila je i 8. predsjednica Opće skupštine UN-a od 1953. do 1954. kao prva žena na tomu položaju.
Podrijetlom iz ugledne indijske političke obitelji Nehru-Gandhi bila je okružena politički utjecajnim pojedincima. Njezin brat Jawaharlal Nehru bio je prvi premijer neovisne Indije, njezina nećakinja Indira Gandhi prva je premijerka, a njezin unuk Rajiv Gandhi bio je šesti indijski premijer. Bez obzira na njezino minimalno službeno obrazovanje Nehru joj je povjeravao niz diplomatskih zadataka. Njezino vrijeme provedeno u Londonu nudi uvid u širi kontekst promjena u indo-britanskim odnosima do kojih je došlo oslobođenjem Indije od britanske kolonijalne vlasti.